# Julius Baer Group
Julius Baer Group AG, também conhecido como Julius Baer Group Ltd. é um grupo bancário privado suíço. Com sua sede principal localizada em Zurique, Julius Baer é uma das mais tradicionais instituições bancárias suíças. Ele está presente em mais de 25 países. Suíça e Ásia são seus mercados principais. Julius Baer emprega aproximadamente 6.600 funcionários em seu staff em todo o mundo. 
O grupo administra ativos para clientes privados de todo o mundo. Em termos de ativos sob gestão, Julius Baer é o número três entre os bancos suíços depois dos dois generalistas UBS e Credit Suisse e o maior banco privado puro. Suas ações estão listadas na Swiss Market Index.

## História
Julius Bär Group Ltd. foi fundado em 1890, por Ludwig Hirschhorn e Theodor Grob. Grob deixou a empresa em 1896, quando Joseph Michael Uhl e Julius Baer se juntaram a ela. Em 1901, Julius Baer adquiriu o banco que, mais tarde, seria nomeado em sua homenagem.
A empresa permaneceu como uma pequena iniciativa familiar até 1940, quando começou a se expandir internacionalmente. Desde 1980, o Banco se abriu gradualmente para investidores não familiares, tornando-se o primeiro banco privado suíço a abrir seu capital. Em 2005, tornou-se uma empresa de capital aberto, tendo suas ações listadas na Swiss Market Index.  O banco cresceu imensamente desde a abertura de capital, o que pode ser observado no crescente número de funcionários – que passara de 400 em 1980 para mais de 6.000 em 2021. 

## Aquisições
Em setembro de 2005, o banco adquiriu os bancos privados Ferrier, Lullin & Cie SA, Ehinger & Armand von Ernst AG, Banco di Lugano e a gestora de ativos GAM (Global Asset Management) do banco UBS, tornando-se um dos maiores bancos em termos de gestão de ativos na Suíça.  A GAM evoluiria para uma empresa independente em outubro de 2009. 
Em agosto de 2012, o banco adquiriu o negócio International Wealth Management (IWM) da Merrill Lynch, com sede fora dos EUA, do Bank of America. O negócio foi fechado por 860 milhões de francos suíços (US$ 884,8 milhões) e aumentou os ativos sob gestão da Julius Baer em 40%, elevando-os para 251 bilhões de francos (US$ 258,2 bilhões). 
Em novembro de 2012, Julius Baer e Kairos, empresa gestora de investimentos com sede em Milão, anunciaram que criariam um player conjunto para gerenciamento de patrimônio on-shore na Itália. Todas as atividades italianas de gestão de patrimônio dos dois grupos são executadas sob o nome Kairos Julius Baer. 
Finalmente, em julho de 2014, Julius Baer anunciou que havia comprado os ativos de private banking do banco israelense Leumi. 

## Liderança[10]
- Philipp Rickenbacher (CEO)
- Yves Robert-Charrue (Diretor - Suíça, Europa, Oriente Médio e África)
- Jimmy Lee Kong Eng (Diretor - Ásia-Pacífico)
- Beatriz Sanchez (Diretor - Américas)
- Nic Dreckmann (COO, Diretor de Intermediários)
- Nicolas de Skowronski (Diretor de Gerenciamento de Riqueza)
- Yves Bonzon (CIO)
- Dieter A. Enkelmann (CFO)
- Oliver Bartholet (CRO)

## Patrocínios
O banco é notório por patrocinar eventos artísticos e de música clássica. No passado, Julius Baer apoiou uma séries de concertos e concursos de talentos nas salas de concertos de Hamburgo Elbphilharmonie e Laeiszhalle. Além disso, o banco é um dos patrocinadores oficiais da Art Dubai desde 2015.
Julius Baer promove também uma série de eventos esportivos ao redor do mundo, incluindo os listados a seguir: Formula E, Academic Motorsports Club de Zurique (AMZ), Champions Chess Tour, Torneio Julius Baer de Beach Polo e Passione Engadina.

## Fundação Julius Baer
Os focos principais da Fundação Julius Baer são a reciclagem e a desigualdade de renda. Criada em 1965 por Walter J. Baer como um projeto local suíço, o escopo da Fundação cresceu junto com a expansão do banco em escala global. A Fundação Julius Baer trabalha em conjunto e apoia, entre outros, o Sistema B (Chile), Solafrica (Etiópia), Swisscontact (Suíça) e Plastic Free Planet (Reino Unido). Além disso, à luz da recente pandemia, ao longo de 2020 e 2021, Julius Baer doou para organizações que apoiam pessoas e comunidades que foram severamente afetadas pela crise decorrente do Covid-19.

## Ligações Externas
- Sítio oficial